# 8월 9일

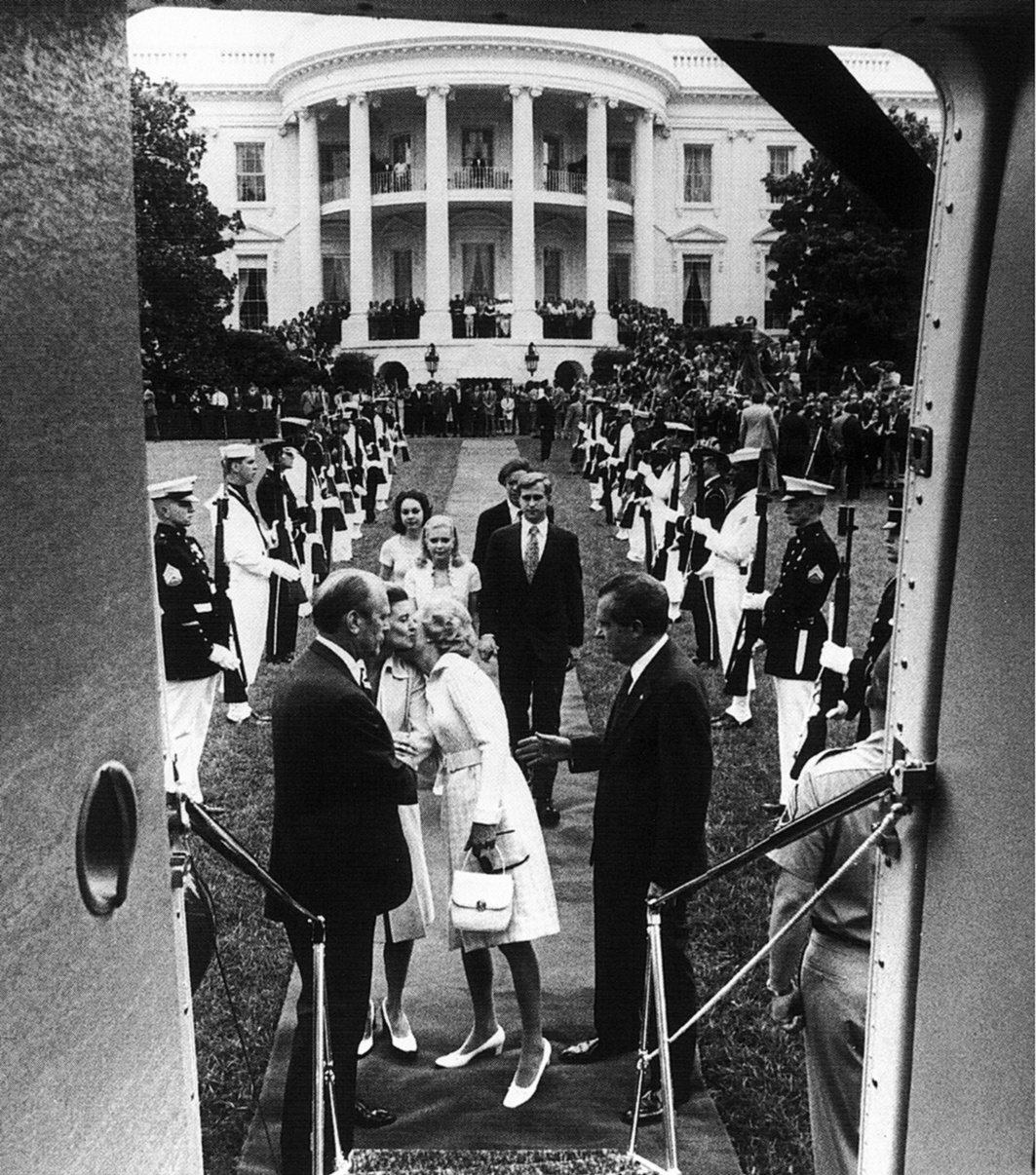
사의 표명 후 백악관을 떠나는 리처드 닉슨, 1974년 8월 9일

8월 9일은 그레고리력으로 221번째(윤년일 경우 222번째) 날에 해당한다.

## 사건
- 기원전 48년 - 율리우스 카이사르가 폼페이우스를 파르살루스 전투에서 물리치다.
- 379년 - 고트족과 로마제국이 아드리아노플 근교에서 충돌하였다(아드리아노폴리스 전투).
- 1173년 - 이탈리아의 피사에 종탑 건설이 시작되다.
- 1904년 - 일본과 러시아, 포츠머스서 강화조약 회담이 개시되다.
- 1937년 - 2차 상해 사변 발발해 중국군과 일본군이 충돌하다.
- 1939년 - 프란시스코 프랑코, 스페인 국가주석에 취임하다.
- 1945년 - 미국이 일본 나가사키에 원자 폭탄 팻 맨을 투하하다.
- 1950년 - 난펑 전투 발생
- 1960년 - 레오폴드빌 콩고에서 남카사이가 독립을 선포하다.
- 1965년 - 싱가포르가 말레이시아로부터 독립하다.
- 1967년 - 제1차 한일각료회담이 개막하다.
- 1969년 - 찰스 맨슨 일당이 배우 샤론 테이트를 포함한 5명을 살해하다.
- 1974년 - 워터게이트 사건: 리처드 닉슨 미국 대통령이 사임하고 부통령 제럴드 포드가 38대 대통령으로 취임하다.
- 1979년 - YH 사건이 시작되었다.
- 1993년 - 알베르 2세가 벨기에의 왕에 즉위하다.
- 1999년 - 일본 참의원, 기미가요와 히노마루(일장기)를 국가와 국기로 정하는 법안이 가결되다.
- 2002년 - 새 총리서리에 장대환(張大煥) 매일경제신문 사장이 지명되다.
- 2007년
  - 미국 서브프라임 모기지론 사태의 영향으로 다우 존스 공업평균지수가 사상 최대의 폭락폭인 387.18 포인트를 기록하며 폭락하였다.
  - 프랑스 최대은행 BNP 파리바은행은 미국 서브프라임 모기지론 사태에 따른 신용경색을 이유로 자사의 3개 자산유동화증권(ABS)펀드에 대한 자산가치 평가 및 환매를 일시 중단댔다.
- 2009년 - 중국 저장성과 푸젠성에 인근 주민 100만여 명을 태풍 모라꼿에 대비해 안전지대로 긴급 대피시켰다고 신화통신사가 보도했었다. 이 태풍은 7일 대만을 강타해 최소 6명이 사망 또는 실종됐다.
- 2010년 - 서울 행당동 버스 폭발 사고가 일어나다.
- 2011년
  - 영국에서 일어난 집단 폭동 사태로 런던과 일부 도시에서 방화와 시설 파괴 등 소요 사태가 일어나고 있다.
  - 이스라엘에서 주거 문제에 항의하는 젊은이들의 집단 시위가 사상 최대 규모로 연일 일어나고 있다.
- 2014년 - 미국 미주리주 퍼거슨에서 마이클 브라운 총격 사건(Shooting of Michael Brown)이 발생하다.
- 2021년 - 그리스 에비아섬에 큰 산불이 발생하였고 수 백명이 대피하였다.

## 문화
- 1936년 - 손기정이 베를린 올림픽 마라톤에서 우승하였다.
- 1972년 - 대한민국 문교부, `국기에 대한 맹세' 교육을 실시하다.
- 1992년 - 황영조가 바르셀로나 올림픽 마라톤에서 우승하였다.
- 2001년 - 김현곤, 한국인 최초로 단독 태평양 요트 횡단 성공하다.
- 2005년 - 우주왕복선 디스커버리호가 임무를 마치고 무사히 지구로 돌아왔다.
- 2010년 - 중국판 트위터로 불리는 웨이보가 설립되었다.
- 2016년 - 아이오아이의 두번째 앨범 Whatta Man (Good Man)이 공개되었다.

## 탄생
- 1776년 - 이탈리아의 물리학자 아메데오 아보가드로. (~1856년)
- 1894년 - 대한민국의 시인 오상순. (~1963년)
- 1896년 - 스위스의 교육학자 장 피아제. (~1980년)
- 1900년 - 영국의 왕족 엘리자베스 보우스라이언. (~2002년)
- 1911년 - 미국의 천문학자 윌리엄 앨프리드 파울러. (~1995년)
- 1914년 - 핀란드의 화가, 소설가 토베 얀손. (~2001년)
- 1915년 - 영국의 사회학자, 사회 운동가, 정치인 마이클 영. (~2002년)
- 1918년 - 미국의 영화감독 로버트 올드리치. (~1983년)
- 1924년 - 대한민국의 독립운동가 김국주. (~2021년)
- 1927년 - 미국의 과학자 마빈 민스키. (~2016년)
- 1928년 - 미국의 농구 선수 밥 쿠지.
- 1931년 - 브라질의 전 축구 선수, 감독 마리우 자갈루. (~2024년)
- 1933년 - 일본의 배우 쿠로야나기 테츠코.
- 1938년
  - 대한민국의 정치인 박희태.
  - 노르웨이 가수 오드 뵈레 쇠렌센.
  - 오스트레일리아의 테니스인 로드 레이버
- 1939년
  - 대한민국의 소설가 이청준. (~2008년)
  - 대한민국의 정치인 문정수.
- 1943년 - 레알 마드리드의 기업인 로렌소 산스. (~2020년)
- 1946년
  - 대한민국의 정치인 맹형규.
  - 일본의 은행가 쓰치야 다카시.
- 1947년 - 잉글랜드의 축구 감독 로이 호지슨.
- 1948년 - 대한민국의 법조인, 정치인 김황식.
- 1949년
  - 대한민국의 영문학자, 문학평론가 김성곤.
  - 미국의 배우 질리안 케스너. (~2007년)
- 1953년 - 대한민국의 배우 연운경.
- 1957년 - 미국의 배우 멜러니 그리피스.
- 1961년
  - 뉴질랜드의 정치인 존 키.
  - 일본의 연출가, 각본가, 영화 감독 미키 사토시.
- 1963년 - 미국의 가수 휘트니 휴스턴. (~2012년)
- 1967년 - 대한민국의 영화 감독 김상진.
- 1968년 - 미국의 배우 질리언 앤더슨.
- 1969년
  - 영국 웨일스의 축구 선수 게리 스피드. (~2011년)
  - 대한민국의 축구 선수, 지도자 김태진.
- 1970년
  - 대한민국의 배우, 미스코리아 전혜진.
  - 미국의 배우 토머스 레넌.
- 1971년 - 미국의 모델 및 배우 니키 지링.
- 1972년 - 대한민국의 작곡가 방시혁.
- 1973년
  - 이탈리아의 전 축구 선수 필리포 인차기.
  - 미국의 만화 스토리 작가 진 룬 양.
- 1974년
  - 미국의 전 농구 선수 데릭 피셔.
  - 미국의 전 야구 선수 맷 모리스.
- 1975년 - 대한민국의 성우 하미경.
- 1976년
  - 프랑스의 배우 오드레 토투.
  - 대한민국의 작곡가, 프로듀서 조영수.
- 1977년
  - 프랑스의 축구 선수 미카엘 실베스트르.
  - 우즈베키스탄의 축구 심판 랍샨 이르마토프.
  - 일본의 일러스트레이터 이토 노이지.
  - 미국의 전 야구 선수 제이슨 프레이저.
- 1978년 - 일본의 전 프로 야구 선수 G.G.사토.
- 1979년
  - 미국의 가수 핑크.
  - 대한민국의 미스코리아 홍지연.
- 1980년 - 대한민국의 배우 류승범.
- 1981년 - 대한민국의 아나운서 윤수영.
- 1982년
  - 대한민국의 가수, 전 아나운서, 방송인 공서영.
  - 대한민국의 배우 이영은.
  - 대한민국의 희극인 조세호.
  - 일본의 배우, 성우 구리하라 고헤이.
- 1983년
  - 미국의 배우, 가수 애슐리 존슨.
  - 미국의 운동가 버지니아 주프레. (~2025년)
- 1984년
  - 일본의 양궁 선수 후루카와 다카하루.
  - 일본의 양궁 선수 노다 사쓰키.
- 1985년
  - 대한민국의 트로트 가수, 배우 홍진영.
  - 일본의 배우 키나미 하루카.
  - 미국의 배우, 가수 애나 켄드릭.
  - 브라질의 축구 선수 필리피 루이스.
  - 노르웨이의 영화 감독 크리스토페르 보르글리.
- 1986년 - 대한민국의 배우 최수진.
- 1987년 - 대한민국의 가수 하준석.
- 1988년
  - 대한민국의 야구 선수 김지열.
  - 일본의 성우 야마모토 노조미.
  - 브라질의 축구 선수 윌리앙 보르지스 다 시우바.
- 1989년
  - 대한민국의 야구 선수 한동민.
  - 대한민국의 야구 선수 한유섬.
  - 대한민국의 테너 성악가 겸 뮤지컬 배우 정필립.
  - 대한민국의 뮤지컬 배우 한선천.
  - 미국의 야구 선수 제이슨 헤이워드.
- 1990년
  - 스웨덴의 배우 빌 스카르스고르드.
  - 대한민국의 배우 강별.
- 1991년
  - 대한민국의 가수 헤이즈.
  - 미국의 프로레슬링 선수 알렉사 블리스.
  - 인도의 배우, 모델 한시카 모트와니.
- 1992년 - 대한민국의 정치인 류호정.
- 1993년
  - 대한민국의 가수 겸 배우 강준규.
  - 대한민국의 래퍼 준Q (마이네임).
  - 일본의 축구 선수 요코야마 쇼헤이.
- 1994년 - 대한민국의 가수 재윤 (SF9).
- 1995년
  - 대한민국의 가수 황민현 (뉴이스트, 워너원).
  - 미국의 배우 저스티스 스미스.
  - 일본의 축구 선수 야기시타 다이키.
- 1996년 - 대한민국의 배우 원덕현.
- 1997년 - 일본의 유도 선수 아베 히후미.
- 1998년
  - 대한민국의 안무가, 댄서 리정.
  - 우크라이나 태생 아제르바이잔의 유도 선수 잴림 코초예프.
- 1999년
  - 대한민국의 가수 안형섭.
  - 대한민국의 가수 민기 (에이티즈).
- 2000년
  - 대한민국의 배우 김향기.
  - 대한민국의 리그 오브 레전드 프로게이머 고리.
  - 대한민국의 쇼트트랙 선수 김건희.
  - 대한민국의 야구 선수 송명기.
- 2003년 - 일본의 가수 나카무라 카즈하. (르세라핌)
- 2006년 - 대한민국의 연극배우 정단아.

## 사망
- 378년 - 로마의 황제 발렌스. (328년~)
- 1048년 - 신성 로마 제국의 하인리히 3세 황제 교황 다마소 2세. (?~)
- 1919년 - 이탈리아의 오페라 작곡가 루제로 레온카발로. (1857년~)
- 1932년 - 캐나다의 수학자 존 찰스 필즈. (1863년~)
- 1937년 - 대한민국의 독립운동가, 영화배우 나운규. (1902년~)
- 1942년 - 독일의 로마 가톨릭교회 수녀, 철학자, 순교자, 성녀 에디트 슈타인. (1891년~)
- 1958년 - 대한민국의 독립운동가, 경찰관 차일혁. (1920년~)
- 1962년 - 독일계 스위스의 문학가, 시인 헤르만 헤세. (1877년~)
- 1969년 - 미국의 배우 샤론 테이트. (1943년~)
- 1975년 - 러시아의 작곡가 드미트리 쇼스타코비치. (1906년~)
- 2003년 - 미국의 무용가 그레고리 하인스. (1946년~)
- 2004년 - 대한민국의 모델 오지혜. (1986년~)
- 2005년 - 미국의 배우 매슈 맥그로리. (1973년~)
- 2019년 - 코트디부아르의 축구 선수 아부바카르 디오망데. (1988년~)
- 2020년 - 미국의 프로레슬링 선수 카말라. (1950년~)
- 2022년 - 영국의 작가 겸 일러스트레이터 레이먼드 브릭스. (1934년~)
- 2023년
  - 캐나다의 싱어송라이터 로비 로버트슨. (1943년~)
  - 에콰도르의 정치인 페르난도 비야비센시오. (1963년~)
  - 에스토니아의 영화배우 이타 에베르. (1931년~)
- 2024년 - 미국의 기업인 수전 워치츠키. (1968년~)
- 2025년 - 조선민주주의인민공화국의 축구인 문기남. (1948년~)

## 기념일
- 국제 원주민의 날
- 국경일:  싱가포르
- 여성의 날:  남아프리카 공화국

## 같이 보기
- 전날: 8월 8일 다음날: 8월 10일 - 전달: 7월 9일 다음달: 9월 9일
- 음력: 8월 9일
- 모두 보기